# Russko-Poljanskij rajon
Il Russko-Poljanskij rajon (in russo Русско-Полянский район?) è un rajon dell'Oblast' di Omsk, nella Russia asiatica; il capoluogo è Russkaja Poljana. Istituito nel 1935, ricopre una superficie di 3.300 chilometri quadrati e consta di una popolazione di circa 22.000 abitanti.